# Rapatea linearis
Rapatea linearis là một loài thực vật có hoa trong họ Rapateaceae. Loài này được Gleason miêu tả khoa học đầu tiên năm 1925.